# FC Unirea Constanța
FC Unirea Constanța (fost SSCS Farul Constanța, cunoscut și drept SSC Farul Constanța datorită mărcii deținute) a fost un club de fotbal care a activat între 2016 și 2023. A activat mai ales în Liga a II-a.
Acest club a fost fondat de către suporteri ca succesor al echipei dispărute FC Farul Constanța. Echipa a beneficiat o vreme de brandul acelui club și a jucat meciurile de acasă la Constanța. După ce deținătorul brandului s-a retras din proiect (și a fost urmat de cei mai mulți dintre suporteri), echipa a continuat sub denumirea de FC Unirea Constanța, dar s-a mutat la Clinceni, și a rulat rezervele echipei FCSB. La sfârșitul sezonului 2022–2023, echipa a retrogradat, iar clubul a fost desființat.

## Istorie
Începuturile echipei au avut loc în vara anului 2016, după ce clubul FC Farul Constanța a dat faliment. Suporterii echipei au fondat un nou club, denumit „Suporter Spirit Club Sportiv Farul Constanța”. Acesta a reușit să urce până în Liga II, beneficiind ulterior și de aportul fostului fotbalist Ciprian Marica, care a cumpărat brandul 
FC Farul și l-a asociat cu echipa între 2018 și 2021. În 2021, Marica a abandonat proiectul, asociind brandul FC Farul cu echipa lui Gheorghe Hagi din Liga I, FC Viitorul Constanța. Deși mișcarea a fost anunțată ca o fuziune, sau „unire”, aceasta ar fi însemnat că echipa din Liga II să abandoneze locul, și să rămână în Liga III fără drept de promovare. Însă, întrucât așa-numita fuziune nu presupunea nimic în afara transferării brandului, echipa de Liga II a putut continua la acel nivel sub unica condiție a schimbării numelui. Echipa l-a păstrat ca antrenor pe Ianis Zicu și tot lotul de jucători.
Cum Marica s-a alăturat clubului din prima ligă, cel din Liga II a fost preluat de către omul de afaceri local Altay Nuredin. În ideea în care clubul trebuia să-și schimbe denumirea, inițial s-a vehiculat că acesta se va numi FC Marina, deoarece la acea dată, planurile clubului pentru vara anului 2021 erau să schimbe numele echipei în Marina Mangalia și apoi să se mute în Mangalia pentru meciurile de acasă, însă în cele din urmă s-a hotărât ca numele oficial să fie FC Unirea Constanța.
Unirea avea jucători de la Farul care nu intraseră în proiectul din Liga I, și își disputa meciurile de acasă în Techirghiol.
Primul sezon a început dificil pentru noul patron, acesta nereușind să plătească jucătorii la timp. Ca urmare, Ianis Zicu și echipa sa managerială au părăsit clubul.
| Nume                 | Perioadă  |
| -------------------- | --------- |
| SSCS Farul Constanța | 2016–2018 |
| FC Farul Constanța   | 2018–2021 |
| FC Unirea Constanța  | 2021–2023 |

Ei au fost urmați de mulți dintre jucători, ceea ce a dus la înfrângerea record cu 0–14 în fața lui FC Buzău, într-un meci în care pentru Unirea au jucat în mare parte juniorii.
În vara anului 2022, echipa a fost preluată de către Vasile Geambazi, nepotul lui Gigi Becali, care a asigurat pe moment stabilizarea financiară a clubului și a obținut de la acesta permisiunea de a completa lotul de jucători cu cei de la echipa secundă a FCSB-ului.
Însă întrucât clubul nu se putea autofinanța, iar sponsorii erau greu de convins să se alăture echipei, ce era finanțată în mare parte de către Vasile Geambazi, clubul a reușit cu greu, cu un buget redus, să ducă la bun sfârșit sezonul 2022-2023, terminând pe loc de retrogradare play-out-ul ligii secunde, urmând ca acesta în cele din urmă să fie desființat.

## Palmares
| Competiții naționale                                                           |
| Liga III Campioană (1): 2017–18 Liga a IV-a – Constanța Campioană (1): 2016–17 |

## Stadion
FC Unirea Constanța și-a disputat meciurile de acasă pe stadionul Sparta din Techirghiol, județul Constanța, cu o capacitate de 2.000 de locuri. După ce s-a făcut asocierea cu clubul de primă ligă, FCSB, în vara anului 2022, echipa a început să își joace meciurile de pe teren propriu pe Stadionul Clinceni din Clinceni, județul Ilfov, cu o capacitate de 4.500 de locuri.

## Istoria competițională
| Sezon   | Nivel | Liga                | Loc sez. reg. | Loc p.-off / p.-out | Cupa României |
| ------- | ----- | ------------------- | ------------- | ------------------- | ------------- |
| 2022–23 | 2     | Liga a II-a         | 20            | play-out: 6 (R)     | A treia rundă |
| 2021-22 | 2     | Liga a II-a         | 17            | play-out: 6 (R)     | A treia rundă |
| 2020–21 | 2     | Liga a II-a         | 7             | play-out: 1         | Optimi        |
| 2019-20 | 2     | Liga a II-a         | 10            | -                   | A patra rundă |
| 2018-19 | 2     | Liga a II-a         | 14            | -                   | A treia rundă |
| 2017–18 | 3     | Liga III (Seria II) | 1 (C, P)      | -                   | Șaisprezecimi |
| 2016–17 | 4     | Liga IV ( CT )      | 1 (C, P)      | -                   | N / A         |